# Saison 4 de Bleach
Cet article présente la saison 4 de Bleach.

## Saison 4
Cette saison a été diffusée du 17 janvier 2006 au 1er août 2006 (épisodes 64 à 91) sur TV Tokyo. Elle est composée de 28 épisodes.
Le générique d'ouverture intitulé Tonight, Tonight, Tonight est interprété par le groupe Beat Crusaders. Les Shinigamis sont dans leurs gigai puis certains le quittent pour aller combattre. Il se termine sur Ichigo, Rukia, Lilin, Claude et Nova dormant sur une nappe de pique-nique. Ce générique d'ouverture apparaît qu'à partir de l'épisode 75, et non à partir de l'épisode 64.
Le premier générique de fin (épisodes 75 à 86) s'appelle Hanabi interprété par Ikimono Gakari. Il débute sur Ichigo et ses amis hommes shinigamis ou humains devant un feu d'artifice. Ensuite apparait les femmes toujours devant un feu d'artifice. Elles sont majoritaires dans ce générique. De même que dans la scène de fin, il n'y a aucun homme.
Le deuxième générique de fin (épisodes 87 à 97) s'intitule Movin!! par Takacha. Lilin et Kon s'embrouillent pendant tout le générique, interrompus par des images de Rukia et d'Ichigo, puis des amis d'Ichigo.
| No | Titre français                                                                        | Titre japonais                     | Titre japonais                                              | Date de 1re diffusion |
| No | Titre français                                                                        | Kanji                              | Rōmaji                                                      | Date de 1re diffusion |
| --- | ------------------------------------------------------------------------------------- | ---------------------------------- | ----------------------------------------------------------- | --------------------- |
| 64 | Nouveau Trimestre scolaire. Renji arrive au monde des humains ?!                      | 新学期、現世に恋次がやって来た！？ | Shingakki, Renji ni koi tsuga yatte kita!?                  | 17 janvier 2006       |
| Ichigo est revenu de la Soul Society et reprend le lycée. Il retrouve Keigo, Mizuiro, Tatsuki... Orihime en dit un peu trop sur la Soul Society mais Tatsuki croit qu'Orihime a encore une fois inventé une histoire. Renji apprend à Ichigo qu'il vient d'être affecté à la ville de Karakura pour s'occuper des Hollows. Le soir, Orihime, piégée par un imposteur se faisant passer pour le fantôme de son frère, se fait capturer et est enfermée derrière les portes de l'enfer. Trois personnes sur un toit regardent la situation : un grand homme à l'allure d'un dandy, une petite fille qui ricane et un homme masqué... Note : Cet épisode débute l'arc filler majeur « Les Bounts » et l'arc mineur « Le Monde réel ». |                                                                                       |                                    |                                                             |                       |
| 65 | Terreur rampante. La Seconde Victime                                                  | 忍び寄る恐怖、２番目の犠牲者       | Shinobi yoru kyoufu, 2 banme no giseisha                    | 24 janvier 2006       |
| Alors que le capitaine-général avertit les autres capitaines, Ichigo, Renji, Chad et Uryû mettent un plan en place pour retrouver Orihime. Ils s'infiltrent chez elle quand Renji reçoit un appel anonyme d'une petite fille qui affirme détenir Orihime en otage. Elle propose un jeu de piste aux quatre amis pour retrouver Orihime. Après avoir couru dans toute la ville pour recevoir les appels anonymes depuis des cabines téléphoniques, ils terminent chez Kisuke Urahara qui se propose d'analyser la voix de la ravisseuse. Conformément aux instructions de la fille, Ichigo, Renji, Chad et Uryû vont chez Orihime et sont surpris de la voir saine et sauve, certes atteinte d'amnésie. Dans la soirée, Orihime devient démoniaque et étrangle Chad. Orihime change alors d'apparence : c'est un homme portant des lunettes et un haut-de-forme, avec une moustache et des cheveux noirs et jaunes. Un de ses acolytes intervient, ils s'enfuient et Chad se fait aspirer par la Porte des Enfers. Les 3 amis voient les ravisseurs d'Orihime et de Chad : Lilin, la fillette, Claude, celui avec le chapeau et Nova, le ninja. Ils s'enfuient avant qu'Ichigo et Renji ne puissent les attaquer. |                                                                                       |                                    |                                                             |                       |
| 66 | Passons à travers ! Le Piège caché dans le labyrinthe                                 | 突破せよ！迷宮に潜む罠             | Toppa seyo! Meikyuu ni hisomu wana                          | 31 janvier 2006       |
| Ichigo, Renji, Uryû et Kon se rendent au musée de Karakura conformément aux instructions de Lilin, la ravisseuse d'Orihime et de Chad. Le groupe se fait piéger par un labyrinthe et des tensions se créent à cause du rire moqueur de Lilin qui se fait entendre. Renji et Ichigo se disputent une fois de plus, ils partent chacun de leur côté avant d'être rappelés par Uryû qui a trouvé la solution de l'énigme. Il déjoue les illusions et tous les trois se retrouvent à l'accueil. Uryû explique à Lilin comment il a fait pour déjouer les pièges et les illusions. Soudain, le Quincy est attaqué par Nova mais réussit à le battre en le touchant simplement avec le talisman de Shinigami Remplaçant d'Ichigo : Nova crache une pilule et se révèle être un Mod Soul. Tous sortent du musée, Orihime et Chad retrouvent leurs amis quand les 3 Mod Souls maléfiques leur imposent une nouvelle partie de jeu... |                                                                                       |                                    |                                                             |                       |
| 67 | Jeu mortel ! Le Camarade manquant                                                     | 死のゲーム！消えるクラスメイト     | Shi no Gemu! Kieru Kurasumeito                              | 7 février 2006        |
| Au lycée de Karakura, Lilin lance un nouveau défi : Ichigo et ses amis devront démasquer l'imposteur parmi eux avant midi sinon leurs camarades vont tous mourir. En cours, Renji se plaît à embêter Ichigo quand la professeure les vire joyeusement de son cours. Ichigo, pour vérifier que Renji n'est pas l'imposteur, ordonne à ce dernier de sortir de son gigai et de se mettre tout nu. Les autres élèves pensent qu'Ichigo est gay, ce qui plaît beaucoup à Chizuru, la lesbienne de la classe. Pendant la pause, Tatsuki se fait enlever pendant que le capitaine Jûshiro ferme les portes de la Soul Society après avoir ordonné à Soi Fon d'aller dans le monde humain. Du côté d'Ichigo et des autres, chacun soupçonne l'autre. Lilin apparaît pour se moquer d'eux et leur rappeler qu'il est bientôt midi. Soudain, les élèves en cours de sport et leurs professeurs disparaissent. Peu après, Yoruichi sous sa forme de chat et Soi Fon grimpent sur l'immeuble, Soi Fon détruisant la fenêtre en un coup de pied, ce qui effraye Chad. Ichigo demande à Chad s'il a vu Yoruichi et quelque chose d'anormal. Il dit qu'il n'a vu que "Yoruichi et un chat noir". L'imposteur est démasqué puisque Yoruichi est le chat noir et de plus, Chad n'aurait pas été effrayé par les éclats de verre. Claude révèle alors sa véritable forme. Mais un nouveau mystère apparaît : où est le vrai Chad ? |                                                                                       |                                    |                                                             |                       |
| 68 | La Véritable Identité du diable. Le secret qui est révélé                             | 悪魔の正体、明かされた秘密         | Akuma no Shutai, Akasareta Himitsu                          | 14 février 2006       |
| Pendant que la Porte des Enfers apparaît dans le ciel, Yoruichi et Soi Fon découvrent les vêtements d'un esprit et envoient leurs rapports à Jûshiro Ukitake. Ce dernier, avec Shunsui et d'autres Shinigami est rejoint par Tôshirô Hitsugaya. Dans le monde humain, la Porte des Enfers a une telle force d'attraction qu'elle crée un chaos dans la ville et aspire Ichigo, Orihime, Renji, Kon et Uryû. Ils se retrouvent dans une sorte de désert rocheux. Les 3 Mod Souls maléfiques les narguent et leur montrent Chad attaché et prisonnier d'un sablier. Le sable l'étouffera si ses amis échouent. Claude se transforme en Ichigo et affronte le vrai Ichigo tandis que Nova affronte Renji. À la gare de Karakura, le chef de gare se dirige comme un zombie vers une jeune femme qui veut l'embrasser. Yoruichi reprend son apparence de femme et met la jeune femme, qui est une voleuse d'âmes, en fuite. De son côté, Ichigo tente d'utiliser son bankai, sans succès, ce qui crée un cataclysme mais détruit le sablier et libère ainsi Chad. Les amis sont enfin ensemble quand Ichigo remarque le chapeau de Kisuke Urahara... Il en déduit qu'il est à la source de ce complot. Kisuke le félicite et révèle que le jeu de piste était fait pour les entraîner : la course contre le temps pour améliorer leur condition physique et les pièges pour entraîner leur logique. Il révèle à Ichigo qu'il n'est qu'un Shinigami Remplaçant et ne peut pas utiliser son bankai hors de la Soul Society, enfin pour le moment car il sait qu'il pourra l'utiliser partout avec de l'entraînement. Chad révèle avoir joué aux échecs pendant sa captivité. Kisuke confirme à Ichigo qu'Aizen n'est pas derrière la menace qui se prépare et félicite Uryû car c'est lui qui s'est montré le plus intelligent et le plus utile, malgré la perte de ses pouvoirs. Ichigo, Renji, Chad et Orihime réprimandent Uryû car il ne leur a pas dit qu'il avait perdu ses pouvoirs. Ichigo fait la morale à Uryû : il leur a menti alors qu'ils lui faisaient confiance, cela peut détériorer l'esprit d'équipe qu'ils ont et qui est primordial. Lilin révèle à Ichigo que la destruction de la ville n'était qu'une illusion et le rassure en disant que ses camarades ont été simplement téléportés. Ils se réveillent dans une clairière et admirent les étoiles, ne comprenant pas comment ils en sont arrivés là. Soudain, la belle Yoruichi intervient et annonce que "les Bounts" arrivent... |                                                                                       |                                    |                                                             |                       |
| 69 | Bounts ! Les Chasseurs d'âmes !                                                       | バウント！魂を狩る者たち           | Baunto! Tamashii wo karu mono tachi                         | 21 février 2006       |
| Les Bounts, connus aussi sous le nom de "vampires" sont des êtres qui dévorent les âmes d'autres gens et ainsi vivent extrêmement longtemps. Pour les détecter, Kisuke Urahara fait des équipes : chaque Mod Soul détecteur de Bounts ira avec un des humains : le lubrique Claude est ravi de faire équipe avec la belle Orihime, le calme Nova ira avec Chad et Lilin ne semble pas être ravie de faire équipe avec Ichigo qui n'est pas d'accord non plus. Après avoir mis les Mod Soul dans des peluches, le groupe se met à la chasse aux Bounts. Ichigo affronte la jeune femme que Yoruichi a mise en fuite. Elle invoque une créature de feu, Goethe. Pendant ce temps, Chad et Orihime tombent sur le cadavre d'un homme d'affaires qui se dissout et ne laisse que les vêtements sur le sol. Le coupable se montre, il s'agit d'un Bount nommé Ryô Utagawa. Il s'enfuit pendant que le combat fait rage entre Ichigo et Goethe. Ce dernier parvient à envoyer Ichigo dans le décor mais l'arrivée de Rukia Kuchiki va faire changer le cours du combat... |                                                                                       |                                    |                                                             |                       |
| 70 | Le Retour de Rukia ! La Renaissance de l'équipe de remplacement                       | ルキアの帰還！代行チーム復活       | Rukia no kikan! Daikou chimu fukkatsu                       | 28 février 2006       |
| Alors que Yoshino, la jeune femme Bount affronte Ichigo et Rukia, elle est attaquée par un autre Bount, Ryô Uyagawa. Avec l'aide de Friede, sa doll, il capture Yoshino et s'enfuit. Pendant ce temps, Orihime est tout heureuse de retrouver Rukia, tout comme Kon. Dans une maison, Yoshino est amenée vers un homme aux cheveux argentés qui n'est autre que le chef des Bounts. Le lendemain, le groupe empêche Ryô Utagawa d'absorber l'âme d'une femme. Le Bount montre les capacités de Friede : elle peut créer des serpents à partir des griffures qu'elle laisse sur l'environnement. |                                                                                       |                                    |                                                             |                       |
| 71 | Le Moment de la collision ! Une mauvaise main se profile près du Quincy !             | 激突の時！クインシーに迫る魔の手   | Gekitotsu no toki! Kuinshii ni semaru ma no te!             | 7 mars 2006           |
| Alors qu'Ichigo affronte Friede, la doll de Ryô, Uryû propose de se sacrifier afin de sauver la femme attaquée par le Bount. Soudain, Uryû est sauvé par Yoshino et Goethe qui attaquent Ichigo et les autres mais aussi Utagawa. Après la fuite de Yoshino, le combat reprend entre Ichigo et Utagawa mais ce dernier est blessé par des tirs de lance-roquette : Ururu, Jinta, Renji, Tessai et Kisuke arrivent et le mettent en fuite. Pendant ce temps, au Seireitei, Shunsui Kyôraku aimerait accéder à des données mais Mayuri Kurotsuchi ne veut pas lui donner l'autorisation. Chez Kisuke, une discussion sérieuse commence mais elle est interrompue par une blague de Kon qui a mis un coussin péteur sur le siège d'Ichigo. Uryû se réveille chez Yoshino, soigné et parle avec elle. Plus tard, il raconte sa rencontre avec la Bount à ses amis à l'hôpital. |                                                                                       |                                    |                                                             |                       |
| 72 | Assaut de l'eau ! Évasion de l'hôpital fermé                                          | 水の攻撃！閉ざされた病院からの脱出 | Mizu no kougeki! Tozasa re ta byouin kara no dasshutsu      | 14 mars 2006          |
| Alors que le groupe reste dans l'hôpital afin de pouvoir sauver Uryû qui risque d'être attaqué par les Bounts, Hanatarô en mission dans le monde humain s'est trouvé un emploi de caissier dans une épicerie. Il retrouve Ganju qui atterrit à côté du magasin. À l'hôpital, deux visages maléfiques préparent un plan. Dans la chambre d'Uryû, le robinet devient incontrôlable et l'eau ne cesse de monter. L'eau se révèle être une entité qu'Ichigo parvient à vaincre. Mais cette attaque n'est que la première d'une longue série. Le groupe rencontre leurs assaillants : deux jeunes garçons qui possèdent des dolls maîtrisant l'eau. Le groupe se sépare : Ichigo et Renji restent affronter Ghööl et Gunther, les dolls tandis que les autres s'enfuient. Les deux shinigami rejoignent leurs amis mais problème : dehors, il pleut. |                                                                                       |                                    |                                                             |                       |
| 73 | Rassemblement à la Place de Fortune ! L'homme qui fait son mouvement !                | 場運と集結！動き出す男             | Baunto shuuketsu! Ugokidasu otoko!                          | 21 mars 2006          |
| Il pleut, donc les dolls des deux Bounts sont surpuissantes. Yoshino est rejointe par Ryô Utagawa tandis que Ganju vient d'être embauché par le patron d'Hanataro. Ichigo, Renji, Rukia, Kon et Lilin affrontent Ho et Ban, les Bounts jumeaux pendant que Chad, Claude, Nova et Orihime s'enfuient pour mettre Uryû à l'abri, le Quincy étant la cible des Bounts qui veulent le capturer pour dévorer son âme. Chad parvient à mettre Ho à terre et s'enfuit avec ses amis. Pendant ce temps, dans une maison luxueuse, un homme très musclé rejoint un jeune homme en kimono qui lit. Dans l'usine désaffectée où Chad et Orihime s'entraînaient, Ho et Ban attaquent Chad, Orihime, Uryû et leurs Mod Souls. Le groupe d'Ichigo finit par les retrouver mais les dolls rentrent dans leurs corps. Ils sont presque en état de mort mais Nova téléporte Ho loin de Ban et vice-versa. En effet, leurs pouvoirs ne marchent que si les deux jumeaux sont côte à côte. Soudain, Nova téléporte Ban et l'envoie s'écraser en chutant d'une dizaine de mètres. Ho décide de se battre seul et envoie la doll affronter Ichigo. Soudain, Ganju et Hanatarô interviennent. Avec ses techniques de sable et ses feux d'artifice, Ganju parvient à vaincre la doll. Les sceaux talismans étant détruits, Ho et Ban hurlent de douleur, vieillissent instantanément et disparaissent, laissant leurs vêtements sur le sol. Alors qu'Uryû décide de quitter le groupe pour ne pas être un fardeau, les Bounts se réunissent dans leur demeure et semblent être amusés de la mort de Ho et Ban... |                                                                                       |                                    |                                                             |                       |
| 74 | Mémoires d'un clan éternellement vivant                                               | 永遠を生きる一族の記憶             | Eien wo ikiru ichizoku no kioku                             | 28 mars 2006          |
| Le groupe cherche Uryû qui s'est enfui. Soudain, le Quincy s'écroule mais la Bount Yoshino le ramène chez elle. Elle lui raconte l'histoire des Bounts. Elle a quitté les Bounts car l'homme qu'elle aimait l'a trahie. Cet homme est le chef des Bounts, Jin Kariya. Pendant ce temps, dans les quartiers de la 11e division, les membres dont Ikkaku, Yumichika et Aramaki font part au capitaine Kenpachi Zaraki et à la capitaine Yachiru Kusajishi de leur trouvaille : un certain Maki Ichinose aurait été détecté. Zaraki se souvient de lui, c'était l'ancien vice-capitaine de la 11e division, Maki en veut à Zaraki depuis que ce dernier a tué l'ancien capitaine pour prendre sa place, conformément à une règle de la Soul Society. Ichinose a fait part à Yachiru et à Zaraki de sa démission. Ichinose est chez les Bounts et parle à Utagawa. À Karakura, Ichigo et les autres cherchent Uryû. Ce dernier est avec Yoshino, elle lui raconte son histoire, son statut de Bount lui garantit la jeunesse éternelle, en effet, même si elle a l'apparence d'une jolie jeune femme, elle est âgée de plusieurs centaines d'années comme Ho et Ban qui avaient l'apparence d'enfants. Yoshino a vu ses meilleures amies devenir des vieilles dames pendant qu'elle restait une jeune fille. Pourchassée par ses voisins qui la considèrent comme une sorcière, elle décida de se suicider quand un homme l'en empêcha. Il la prit avec elle et ils formèrent un couple. Cet homme était Jin Kariya, chef des Bounts. Mais aujourd'hui, Yoshino veut tuer Kariya pour l'empêcher de réaliser ses ambitions maléfiques. Dehors, le Bount nommé Gô Kôga semble avoir retrouvé la trace d'Uryû. |                                                                                       |                                    |                                                             |                       |
| 75 | Évènement bouleversant pour la 11e Division ! Le Shinigami qui sort de l'oubli        | 十一番隊激震！よみがえった死神     | Jouuichiban tai gekishin! Yomigaetta shinigami              | 4 avril 2006          |
| Gô Kôga et sa doll Dark attaquent Yoshino et Uryû. Yoshino invoque sa doll Goethe qui affronte Dark, qui maîtrise le métal. Dark bat Goethe et Yoshino mais Uryû s'interpose pour protéger celle avec qui il s'est lié d'amitié. Le groupe d'Ichigo arrive trop tard sur les lieux du combat, les Mod Souls retrouvent leurs corps habituels pendant qu'au Seireitei, Mayuri Kurotsuchi convoque les autres capitaines et les vice-capitaines pour leur faire part que ses informations sur les Bounts ont toutes été effacées. Chez les Bounts, Utagawa jette Yoshino en prison avant de dire à Kariya qu'Uryû est disponible. Le Quincy est maîtrisé par Dark puis parle avec Kariya. Ce dernier veut qu'Uryû les rejoigne. Peu après, Uryû est enfermé dans une pièce normale par Kôga et Dark qui lui avertissent de ne jamais contrarier Kariya. Rukia et Ichigo s'infiltrent dans la maison des Bounts mais sont pourchassés par des petites créatures rondes avec un grand œil. Avec les Mod Soul, ils rentrent dans l'autre bâtiment de la maison des Bounts et sont accueillis par Kariya... |                                                                                       |                                    |                                                             |                       |
| 76 | Explosion de force ! Freed contre Zangetsu !                                          | 力の激突！フリードVS斬月           | Chikara no gekitotsu! Furido vs Zangetsu                    | 11 avril 2006         |
| Alors que Rukia et les Mod Soul partent, Ichigo reste pour affronter Kariya sous les yeux des autres Bounts. Cependant, c'est Ryô Utagawa qui affrontera Ichigo. Il invoque sa doll Friede pendant que Rukia et les Mod Soul tombent sur Maki Ichinose. Ce dernier bat les 3 Mod Soul facilement avant de raconter son histoire à Rukia qui se sent impuissante face à lui. Ichigo blesse Utagawa mais Friede parvient à le piéger. Cependant, le jeune Shinigami lance son Getsuga Tenshô qui détruit les serpents ainsi qu'une bonne partie de la pièce. Contre toute attente, Utagawa vole le sceau de Kariya que ce dernier avait posé par terre. Il veut devenir chef des Bounts et renverser Kariya mais les autres Bounts se moquent de lui. Utagawa attaque Kariya mais ce dernier repousse l'attaque sans aide de doll. Arrive alors Maki Ichinose qui tue Ryô Utagawa après avoir détruit ses serpents... Ichigo va devoir affronter un Shinigami... |                                                                                       |                                    |                                                             |                       |
| 77 | Disparition de la rancune ! Le Shinigami que Kenpachi a tué !                         | 消えぬ怨念！剣八が斬った死神       | Kie nu onnen! Kenpachi ga kitta shinigami                   | 18 avril 2006         |
| Après avoir tué Ryô Utagawa, Maki Ichinose affronte Ichigo avec son zanpakutô Nijigasumi. Pendant ce temps, Rukia et Lilin remarquent que Claude et Nova faisaient semblant d'être inconscients. Ichinose montre les pouvoirs de son zanpakutô : créer une lumière aveuglante et créer des lames de lumière. Kariya décide d'affronter Ichigo, Ichinose repense au jour où Kenpachi Zaraki a provoqué le capitaine de la 11e division en duel. Il était du même avis que Kaname Tôsen, le pacifique capitaine de la 9e division. Lorsqu'il apprit la victoire de Kenpachi, il devint fou de rage. Il a essayé de l'attaquer mais a échoué. Kenpachi lui a dit alors qu'il était comme le lierre : il a besoin d'un arbre fort pour s'agripper à lui. Ayant déserté le Seireitei, Ichinose errait dans le désert, fatigué et affaibli. Il vit un gigantesque hollow attaquer des esprits. Il affronta le Hollow mais se fit battre à cause de son état affaibli. Alors qu'il allait être tué, Kariya accompagné de Gô Kôga intervint et paralysa le Hollow en le touchant avec son doigt. Kariya rendit à Ichinose son zanpakutô, comprend son état de faiblesse et lui dit que c'est à lui d'achever le combat. Ichinose tranche alors le Hollow. Kariya propose à Ichinose de le rejoindre, ce qu'il accepte. Dans la maison des Bounts, Kariya paralyse Ichigo en lui touchant le front. Déçu, Kariya laisse Ichinose achever Ichigo quand Ururu et Jinta tirent sur la maison des Bounts avec un lance-roquette et Yoruichi sauve Ichigo et utilise le Shunkô pour détruire les petites créatures volantes. Rukia et les Mod Souls délivrent Uryû et à la demande de ce dernier, emmènent Yoshino Soma. Nova les téléportent aux côtés de Chad, Orihime et des autres dans la forêt. Yoruichi ordonne de se retirer pendant que les Bounts et Ichinose assistent à l'incendie de leur maison. |                                                                                       |                                    |                                                             |                       |
| 78 | Surprenantes révélations pour les treize Divisions ! La Vérité cachée dans l'histoire | 護廷十三隊驚愕!!歴史に埋もれた真実 | Gotei juusan tai kyougaku!! Rekishi ni uzumore ta shinjitsu | 2 mai 2006            |
| 79 | La Décision de mourir de Yoshino                                                      | 芳野、死をかけた想い               | Yoshino, shi o kake ta omoi                                 | 9 mai 2006            |
| 80 | Assaut d'un incroyable ennemi ! Une minuscule dernière ligne de défense !             | 強敵の急襲！小さな最終防衛線!?     | Kyouteki no kyuushuu! Chiisana saishuu bouei sen!           | 16 mai 2006           |
| 81 | Hitsugaya réagit ! La Ville attaquée                                                  | 日番谷動く！襲われた               | Hitsugaya ugoku! Osowa re ta machi                          | 23 mai 2006           |
| 82 | Ichigo contre Daruku ! Arrivée progressive de l'obscurité                             | 一護VSダルク！白き闇の出現         | Ichigo VS Daruku! Shiroki yami no shutsugen                 | 30 mai 2006           |
| Ichigo affronte Dark, la doll de Gô Kôga. |                                                                                       |                                    |                                                             |                       |
| 83 | L'Ombre grise. Le Secret des poupées                                                  | 灰色の影、ドールの秘密             | Haiiro no kage, DOORU no h imitsu                           | 6 juin 2006           |
| 84 | Rupture dans l'équipe de remplacement ?! La Trahison de Rukia                         | 代行チーム分裂？裏切ったルキア     | Daikou CHIIMU bunretsu? Uragitta Rukia                      | 13 juin 2006          |
| Mabashi, le Bount qui refusait de boire les âmes via les Bits est complètement possédé par ce nouveau pouvoir. Sa doll Ritz s'infiltre dans le corps de Rukia et la contrôle pour attaquer Orihime. |                                                                                       |                                    |                                                             |                       |
| 85 | Le Combat des larmes ! Rukia contre Orihime !                                         | 涙の死闘！ルキアvs織姫             | Namida no shitou! Rukia vs Orihime                          | 20 juin 2006          |
| Orihime réussit à libérer Rukia du contrôle de Ritz et Shûhei Hisagi vient leur prêter main-forte contre Mabashi. |                                                                                       |                                    |                                                             |                       |
| 86 | Rangiku danse ! Tranche l'ennemi invisible                                            | 乱菊舞う！見えない敵を斬れ         | Rangiku mau! Mie nai teki o kire                            | 27 juin 2006          |
| Rangiku, Chad et Nova affronte Sawatari, un vieux Bount dont la doll Baura se déplace à travers les dimensions. |                                                                                       |                                    |                                                             |                       |
| 87 | Byakuya convoqué ! Les treize Divisions s'organisent !                                | 白哉召集！動き出す護廷十三隊       | Byakuya shoushuu! Ugokidasu Gotei juusan tai!               | 4 juillet 2006        |
| 88 | Annihilation des lieutenants ?! Piège dans la caverne souterraine                     | 副隊長全滅!?地下洞窟の罠           | Fuku taichou zenmetsu!? Chikadoukutsu no wana               | 11 juillet 2006       |
| Rangiku, Yumichika, Izuru et Shûhei affrontent Geselle, la doll d'Ugaki, le bount scientifique. |                                                                                       |                                    |                                                             |                       |
| 89 | Revanche ?! Ishida contre Nemu !                                                      | 再戦!? 石田 VS ネム                | Saisen!? Ishida VS Nemu                                     | 18 juillet 2006       |
| Nemu Kurotsuchi, sous ordre du capitaine Mayuri va à la rencontre d'Uryû qui tente tout pour retrouver ses pouvoirs. |                                                                                       |                                    |                                                             |                       |
| 90 | Abarai Renji, l'âme du Bankai !                                                       | 阿散井恋次、魂の卍解！             | Abarai Renji, tamashii no bankai!                           | 25 juillet 2006       |
| Renji et Ichigo affrontent Geselle, la doll d'Ugaki. Finalement, le vice-capitaine libère son bankai et bat seul Geselle. Ugaki panique car sa doll, incontrôlable s'attaque à lui en détruisant sa cachette. Ugaki découvre que Kariya ne viens pas l'aider et l'abandonne à son sort. Le bount finit écrasé par sa propre doll. |                                                                                       |                                    |                                                             |                       |
| 91 | Shinigami et Quincy, les pouvoirs retrouvés !                                         | 死神とクインシー、よみがえる力     | Shinigami to Kuinshii, Yomigaeru Chikara                    | 1er août 2006         |
| Uryû a retrouvé temporairement ses pouvoirs grâce à un artefact que lui a donné Nemu Kurotsuchi. Contre toute attente, il tire une flèche d'énergie dans le portail dimensionnel que les Bounts veulent prendre pour aller à la Soul Society. C'est ce que les Bounts voulaient : le pouvoir d'un Quincy pour pouvoir utiliser ce portail. Les Bounts partent à l'assaut du Seireitei tandis que le groupe d'Ichigo réprimande Uryû. Le Quincy voulait que les Bounts aillent au Seireitei car tout est composé de particules spirituelles et ses pouvoirs seraient multipliés. Mais selon Yoruichi, c'est une grave erreur. Note : Cet épisode clôture l'arc mineur « Le Monde réel ». |                                                                                       |                                    |                                                             |                       |

#### Épisodes japonais
1. 1 2 3 4 5 6 7 8 9 10 11  (ja) « Bleach - Épisodes 63 à 74 », TV Tokyo (consulté le 30 novembre 2011)
2. 1 2 3 4 5 6 7 8 9 10 11 12  (ja) « Bleach - Épisodes 75 à 86 », TV Tokyo (consulté le 30 novembre 2011)
3. 1 2 3 4 5  (ja) « Bleach - Épisodes 87 à 97 », TV Tokyo (consulté le 30 novembre 2011)

#### Épisodes français
1. 1 2 3 4 5 6 7 8 9 10 11 12 13 14 15 16  « Bleach - Épisodes 64 à 79 » sur Anime-Kaze.fr, consulté le 15 février 2012
2. 1 2 3 4 5 6 7 8 9 10 11 12  « Bleach - Épisodes 80 à 91 » sur Anime-kaze.fr, consulté le 15 février 2012